# 대구전파관리소
대구전파관리소(大邱電波管理所)는 대구광역시, 경상북도의 무선국의 감시 및 혼신조사 등에 관한 사무를 분장하는 중앙전파관리소의 소속기관이다. 1996년 2월 22일 발족하였으며, 대구광역시 수성구 동원로 90에 위치하고 있다. 소장은 서기관 또는 기술서기관으로 보한다.

## 연혁
- 1996년 2월 22일: 중앙전파관리소 소속으로 대구분소 설치.[2]
- 2000년 10월 10일: 신청사로 준공 이전.
- 2006년 12월 29일: 대구전파관리소로 개편.[3]

## 조직

### 소장
- 운영지원과[4]
- 방송통신서비스과[4]
- 전파이용안전과[4]
- 무선국업무과[4]
- 이용자보호과[4]